# Calcena
Calcena település Spanyolországban,  Zaragoza tartományban. Calcena Purujosa, Añón de Moncayo, Talamantes, Trasobares, Oseja, Aranda de Moncayo, Pomer és Borobia községekkel határos. Lakosainak száma 72 fő (2024).

## Népesség
A település népessége az utóbbi években az alábbiak szerint változott:
| Lakosok száma | 87   | 69   | 54   | 50   | 65   | 78   | 75   | 72   | 74   | 72   |
|               | 2001 | 2004 | 2007 | 2009 | 2012 | 2014 | 2017 | 2019 | 2022 | 2024 |